# Ismailbeyli
Ismailbeyli (azerbajdzjanska: İsmayılbəyli) är en ort i Azerbajdzjan.   Den ligger i distriktet Tərtər Rayonu, i den centrala delen av landet, 240 km väster om huvudstaden Baku. Ismailbeyli ligger 146 meter över havet och antalet invånare är 1 405.
Terrängen runt Ismailbeyli är lite kuperad, och sluttar brant österut. Runt Ismailbeyli är det ganska tätbefolkat, med 149 invånare per kvadratkilometer.. Närmaste större samhälle är Terter, 8,2 km nordväst om Ismailbeyli.
Trakten runt Ismailbeyli består till största delen av jordbruksmark.